# Mark Felt
Mark Felt (Twin Falls, 17 agosto 1913 – Santa Monica, 18 dicembre 2008) è stato un funzionario statunitense, agente dell'FBI, dal quale si ritirò nel 1973 come vicedirettore.

## Biografia
Nato il 17 agosto 1913 nell'Idaho, Felt studiò all'università dell'Idaho. Nel 1942, durante la seconda guerra mondiale, entrò nell'FBI e fu destinato alla sezione intelligence, fino alla fine del conflitto.
Nel 1956 divenne agente speciale capo.
Il 1º luglio 1971 Felt fu promosso da John Edgar Hoover come vicedirettore associato dell'agenzia.
Arrivò a essere vice direttore dell'FBI dal maggio 1972 fino al suo ritiro nel giugno del 1973. 
Dopo aver sempre cercato di fare proteggere dai giornalisti Bob Woodward e Carl Bernstein la sua identità per 30 anni, Felt rivelò il 31 maggio 2005 di essere stato lui il loro informatore (sotto lo pseudonimo "Gola Profonda") nello scandalo Watergate del 1972.
Fu condannato nel 1980 per alcuni abusi compiuti dall’FBI nelle indagini contro il gruppo radicale di sinistra dei “Weathermen”, ma nel 1981 venne graziato dal presidente Ronald Reagan.
Felt fu sposato con Audrey Robinson dal 1938 fino alla sua morte nel 1984, e i due ebbero due figli. Felt morì il 18 dicembre 2008 all'età di 95 anni a causa di un attacco cardiaco a Santa Monica, in California.